# 1991年のNFLドラフト
1991年のNFLドラフトは、56回目のNFLドラフト。1991年4月21日から22日までの2日間ニューヨークのタイムズスクエアにあるマリオット・マーキスで開催された。
ドラフト指名順は、完全ウェーバー制で行われた。ダラス・カウボーイズが全体1位指名権でマイアミ大学のDEラッセル・メリーランドを指名した。全体6位指名までが守備選手であった。
当初このドラフトではラジブ・イスマイルの全体1位指名が期待された。ドラフト全体1位指名権はニューイングランド・ペイトリオッツが保持していたがイスマイルが結ぼうとする高額契約が困難なペイトリオッツはドラフト2日前に指名権をダラス・カウボーイズにトレードした。最終的に彼はカナディアン・フットボール・リーグのトロント・アルゴノーツと高額契約を結んだ。ドラフトでは4巡でロサンゼルス・レイダースが指名した。イスマイルはトロント・アルゴノーツで活躍した後、1993年にレイダースに加入した。この当時、NFL最高給の選手はジョー・モンタナで1年あたり325万ドルの契約を結んでいたが、トロントは4年1820万ドルの契約をイスマイルと結んだ。
1巡全体16位で指名されたダン・マグワイアは、ホームランバッターのマーク・マグワイアの弟である。彼は5シーズンNFLでプレーし、2タッチダウン、6インターセプトの成績しか残さなかった。
2巡でアトランタ・ファルコンズに指名されたブレット・ファーヴは1992年のドラフト前にグリーンベイ・パッカーズにトレードされた。
9巡でマイアミ・ドルフィンズに指名されたスコット・ミラーは日本で行われたプレシーズンマッチ、アメリカンボウルでMVPに選ばれた。
12巡でダラス・カウボーイズに指名されたラリー・ブラウンは第30回スーパーボウルのMVPに選ばれた。

## 指名選手

### 1巡指名選手
| 指名順位 | チーム                             | 選手名                                                         | ポジション                                                     | 出身大学                                                       |
| 1        | ダラス・カウボーイズ               | ラッセル・メリーランド                                         | DE                                                             | マイアミ大学                                                   |
| 2        | クリーブランド・ブラウンズ         | エリック・ターナー                                             | S                                                              | UCLA                                                           |
| 3        | アトランタ・ファルコンズ           | ブルース・ピケンズ                                             | CB                                                             | ネブラスカ大学                                                 |
| 4        | デンバー・ブロンコス               | マイク・クロール                                               | LB                                                             | ネブラスカ大学                                                 |
| 5        | ロサンゼルス・ラムズ               | トッド・ライト                                                 | CB                                                             | ノートルダム大学                                               |
| 6        | フェニックス・カージナルス         | エリック・スワン                                               | DT                                                             | ウェイク・テクニカル・コミュニティカレッジ                     |
| 7        | タンパベイ・バッカニアーズ         | チャールズ・マクレー                                           | OT                                                             | テネシー大学                                                   |
|          | ニューヨーク・ジェッツ             | 前年の補足ドラフトでロブ・ムーアを指名したため、指名権を失った | 前年の補足ドラフトでロブ・ムーアを指名したため、指名権を失った | 前年の補足ドラフトでロブ・ムーアを指名したため、指名権を失った |
| 8        | フィラデルフィア・イーグルス       | アントン・デービス                                             | OT                                                             | テネシー大学                                                   |
| 9        | サンディエゴ・チャージャーズ       | スタンリー・リチャード                                         | B                                                              | テキサス大学                                                   |
| 10       | デトロイト・ライオンズ             | ハーマン・ムーア                                               | WR                                                             | バージニア大学                                                 |
| 11       | ニューイングランド・ペイトリオッツ | パット・ハーロウ                                               | OT                                                             | USC                                                            |
| 12       | ダラス・カウボーイズ               | アルビン・ハーパー                                             | WR                                                             | テネシー大学                                                   |
| 13       | アトランタ・ファルコンズ           | マイク・プリチャード                                           | WR                                                             | コロラド大学                                                   |
| 14       | ニューイングランド・ペイトリオッツ | レナード・ラッセル                                             | RB                                                             | アリゾナ州立大学                                               |
| 15       | ピッツバーグ・スティーラーズ       | ヒューイ・リチャードソン                                       | DE                                                             | フロリダ大学                                                   |
| 16       | シアトル・シーホークス             | ダン・マグワイア                                               | QB                                                             | サンディエゴ州立大学                                           |
| 17       | ワシントン・レッドスキンズ         | ボビー・ウィルソン                                             | DT                                                             | ミシガン州立大学                                               |
| 18       | シンシナティ・ベンガルズ           | アルフレッド・ウィリアムズ                                     | LB                                                             | コロラド大学                                                   |
| 19       | グリーンベイ・パッカーズ           | ヴィニー・クラーク                                             | CB                                                             | オハイオ州立大学                                               |
| 20       | ダラス・カウボーイズ               | ケルビン・プリチェット                                         | DT                                                             | ミシシッピ大学                                                 |
| 21       | カンザスシティ・チーフス           | ハーベイ・ウィリアムズ                                         | RB                                                             | LSU                                                            |
| 22       | シカゴ・ベアーズ                   | スタン・トーマス                                               | OT                                                             | テキサス大学                                                   |
| 23       | マイアミ・ドルフィンズ             | ランダル・ヒル                                                 | WR                                                             | マイアミ大学                                                   |
| 24       | ロサンゼルス・レイダース           | トッド・マリノビッチ                                           | QB                                                             | USC                                                            |
| 25       | サンフランシスコ・49ers            | テッド・ワシントン                                             | DT                                                             | ルイビル大学                                                   |
| 26       | バッファロー・ビルズ               | ヘンリー・ジョーンズ                                           | S                                                              | イリノイ大学                                                   |
| 27       | ニューヨーク・ジャイアンツ         | ジャロッド・バンチ                                             | FB                                                             | ミシガン大学                                                   |

### 2巡指名以降の主な選手
| 指名順位 | チーム                             | 選手名                   | ポジション | 出身大学                       |
| 31       | ロサンゼルス・ラムズ               | ローマン・ファイファー   | LB         | UCLA                           |
| 33       | アトランタ・ファルコンズ           | ブレット・ファーヴ       | QB         | サザンミシシッピ大学           |
| 34       | ニューヨーク・ジェッツ             | ブラウニング・ネイグル   | QB         | ルイビル大学                   |
| 35       | グリーンベイ・パッカーズ           | エセラ・トゥアオロ       | DT         | オレゴン州立大学               |
| 39       | サンディエゴ・チャージャーズ       | エリック・ビエネミー     | RB         | コロラド大学                   |
| 43       | ロサンゼルス・レイダース           | ニック・ベル             | RB         | アイオワ大学                   |
| 45       | サンフランシスコ・49ers            | リッキー・ワタース       | RB         | ノートルダム大学               |
| 46       | ピッツバーグ・スティーラーズ       | ジェフ・グレアム         | WR         | オハイオ州立大学               |
| 49       | シカゴ・ベアーズ                   | クリス・ゾーリッチ       | DT         | ノートルダム大学               |
| 54       | バッファロー・ビルズ               | フィル・ハンセン         | DE         | ノースダコタ州立大学           |
| 59       | フェニックス・カージナルス         | アニーアス・ウィリアムズ | CB         | サザン大学                     |
| 60       | マイアミ・ドルフィンズ             | アーロン・クレーバー     | FB         | フレズノ州立大学               |
| 61       | デンバー・ブロンコス               | キース・トレイラー       | LB         | セントラルオクラホマ大学       |
| 62       | ダラス・カウボーイズ               | ゴドフリー・マイルズ     | LB         | フロリダ大学                   |
| 63       | ニューヨーク・ジェッツ             | モー・ルイス             | LB         | ジョージア大学                 |
| 66       | タンパベイ・バッカニアーズ         | ローレンス・ドーシー     | WR         | フロリダ州立大学               |
| 68       | ミネソタ・バイキングス             | ジェイク・リード         | WR         | グランプリング州立大学         |
| 70       | ダラス・カウボーイズ               | エリック・ウィリアムズ   | OT         | セントラル州立大学             |
| 76       | ワシントン・レッドスキンズ         | リッキー・アービンス     | RB         | USC                            |
| 77       | カンザスシティ・チーフス           | ティム・バーネット       | WR         | ジャクソン州立大学             |
| 78       | シカゴ・ベアーズ                   | クリス・ガードッキ       | P          | クレムソン大学                 |
| 83       | ニューヨーク・ジャイアンツ         | エド・マキャフリー       | WR         | スタンフォード大学             |
| 84       | ニューイングランド・ペイトリオッツ | スコット・ゾーラック     | QB         | メリーランド大学               |
| 90       | サンディエゴ・チャージャーズ       | ヤンシー・シグペン       | WR         | ウィンストン＝セーラム州立大学 |
| 95       | サンフランシスコ・49ers            | ミッチ・ドナヒュー       | LB         | ワイオミング大学               |
| 98       | シアトル・シーホークス             | ジョン・ケイシー         | K          | ジョージア大学                 |
| 99       | シンシナティ・ベンガルズ           | ドナルド・ホラス         | QB         | ライス大学                     |
| 100      | ロサンゼルス・レイダース           | ラジブ・イスマイル       | WR         | ノートルダム大学               |
| 103      | ピッツバーグ・スティーラーズ       | エイドリアン・クーパー   | TE         | オクラホマ大学                 |
| 104      | フィラデルフィア・イーグルス       | ウィリアム・トーマス     | LB         | テキサスA&M大学                |
| 106      | ダラス・カウボーイズ               | ビル・マスグレイブ       | QB         | オレゴン大学                   |
| 109      | シンシナティ・ベンガルズ           | ロブ・カーペンター       | WR         | シラキュース大学               |
| 113      | マイアミ・ドルフィンズ             | ブライアン・コックス     | LB         | 西イリノイ大学                 |
| 122      | サンフランシスコ・49ers            | マートン・ハンクス       | S          | アイオワ大学                   |
| 124      | ニューイングランド・ペイトリオッツ | ベン・コーツ             | TE         | リビングストンカレッジ         |
| 125      | インディアナポリス・コルツ         | ケリー・キャッシュ       | TE         | テキサス大学                   |
| 131      | フィラデルフィア・イーグルス       | クレイグ・エリクソン     | QB         | マイアミ大学                   |
| 133      | カンザスシティ・チーフス           | チャールズ・ミンシー     | S          | ワシントン大学                 |
| 134      | シカゴ・ベアーズ                   | アンソニー・モーガン     | WR         | テネシー大学                   |
| 141      | クリーブランド・ブラウンズ         | マイケル・ジャクソン     | WR         | サザンミシシッピ大学           |
| 145      | アトランタ・ファルコンズ           | エリック・ペグラム       | RB         | 北テキサス大学                 |
| 154      | ニューオーリンズ・セインツ         | フレッド・マカフィー     | RB         | ミシシッピカレッジ             |
| 155      | シアトル・シーホークス             | マイケル・シンクレア     | DE         | イースタンニューメキシコ大学   |
| 161      | シカゴ・ベアーズ                   | ダレン・ルイス           | RB         | テキサスA&M大学                |
| 173      | ダラス・カウボーイズ               | レオン・レット           | DT         | エンポリア州立大学             |
| 188      | ワシントン・レッドスキンズ         | キース・キャッシュ       | TE         | テキサス大学                   |
| 190      | シカゴ・ベアーズ                   | ポール・ジャスティン     | QB         | アリゾナ州立大学               |
| 214      | ヒューストン・オイラーズ           | ゲイリー・ブラウン       | RB         | ペンシルベニア州立大学         |
| 240      | ヒューストン・オイラーズ           | ショーン・ジェファーソン | WR         | セントラルフロリダ大学         |
| 246      | マイアミ・ドルフィンズ             | スコット・ミラー         | WR         | UCLA                           |
| 281      | ロサンゼルス・ラムズ               | テリー・クルーズ         | LB         | 西ミシガン大学                 |
| 320      | ダラス・カウボーイズ               | ラリー・ブラウン         | CB         | TCU                            |
| 326      | ワシントン・レッドスキンズ         | キーナン・マカーデル     | WR         | UNLV                           |

### 主な指名権のトレード
ニューイングランド・ペイトリオッツは全体1位指名権をダラス・カウボーイズの全体11位指名権、2巡指名権、CBロン・フランシス、LBデビッド・ハワード、LBユージン・ロックハートとトレードした。
グリーンベイ・パッカーズは全体8位指名権をフィラデルフィア・イーグルスの全体19位及び1992年ドラフト1巡指名権とトレードした。
ニューオーリンズ・セインツは全体14位指名権、3巡指名権、1992年ドラフト2巡指名権と引き換えにダラス・カウボーイズのQBスティーブ・ウォルシュを獲得した。
ミネソタ・バイキングスはハーシェル・ウォーカーを獲得するために1990年から1992年までの1巡指名権を含む多数の指名権をダラス・カウボーイズにトレードした。

### ドラフト外入団の主な選手
| チーム                       | 選手名                   | ポジション | 出身大学                     |
| ダラス・カウボーイズ         | ケアリー・ブランチャード | K          | オクラホマ州立大学           |
| グリーンベイ・パッカーズ     | ブラッド・ダルイソ       | K          | UCLA                         |
| カンザスシティ・チーフス     | ウィリー・デービス       | WR         | セントラルアーカンソー大学   |
| マイアミ・ドルフィンズ       | ダグ・ピーダーソン       | QB         | ノースイーストルイジアナ大学 |
| フィラデルフィア・イーグルス | ブラッド・ゴーベル       | QB         | ベイラー大学                 |